# Högetjärnet (Rännelanda socken, Dalsland)
Högetjärnet är en sjö i Färgelanda kommun i Dalsland och ingår i Örekilsälvens huvudavrinningsområde. Sjöns area är 0,023 kvadratkilometer och den är belägen 105 meter över havet.